# エメラルド・ソード
『エメラルド・ソード』(Emerald Sword)は1998年に発売されたイタリアのシンフォニックメタルバンド、ラプソディーのシングル。

## 解説
- アルバム『シンフォニー・オブ・エンチャンテッド・ランズ』の先行シングル。
- アルバム未収録音源も収録されている。

## 収録曲
1. エメラルド・ソード - Emerald Sword
2. ホエア・ドラゴンズ・フライ - Where Dragons Fly
3. ランド・オブ・イモータルズ （リミックス）- Land Of Immortals (Remix)